# Respiració cutània
La respiració cutània, juntament amb la branquial, traqueal i pulmonar, és un dels quatre tipus de respiració que poden presentar els animals. Consisteix a realitzar l'intercanvi gasós a través de la pell o de certes àrees com la cavitat bucal, o en cavitats internes que, plenes d'aigua, constitueixen els anomenats pulmons aquàtics d'holotúries i certs mol·luscs gastròpodes.
La respiració cutània és pròpia dels anèl·lids, d'alguns mol·luscs, dels amfibis (en aquests dos últims casos, en combinació amb un altre tipus de respiració) i fins i tot de certs equinoderms.
En aquest tipus de respiració cal distingir el tegument corporal, que forma l'estructura respiratòria, i la pell, a través de la qual es duu a terme l'intercanvi gasós, i que ha de ser molt fina, humida i estar ben vascularitzada.
L'intercanvi gasós es realitza a través de l'epidermis, sempre que la cutícula externa estigui humida, cosa que s'aconsegueix gràcies a la presència de cèl·lules glandulars intercalades entre les cèl·lules cúbiques de l'epiteli (d'una sola capa).

## La respiració en els amfibis
Els amfibis, quan es troben en estat larvari, respiren dins de l'aigua per mitjà de brànquies; quan sofreixen la metamorfosi per accedir a l'etapa adulta, perden aquestes brànquies i desenvolupen pulmons per poder respirar a terra.
Tanmateix, per necessitats de reproducció, supervivència i hibernació, han de tornar a l'aigua de tant en tant, de manera que també requereixen el mecanisme de respiració addicional que és la respiració cutània.
Per dur-la a terme, compten amb una epidermis molt fina i una dermis ben vascularitzada per poder transportar l'oxigen arreu del cos per mitjà de la sang.